# Natalia Gantimourova
Natalia Gantimourova (en russe: Наталья Гантимурова), née le 14 août 1991 à Tcheliabinsk en Russie, est un mannequin russe couronnée Miss Russie 2011 en mars 2011.
Elle participe par la suite à l'élection de Miss Univers 2011.